# Shaira (género)
Shaira es un género de escarabajos de la familia Chrysomelidae. El género fue descrito científicamente primero por Maulik en 1936. Esta es una lista de especies perteneciente a este género:
- Shaira atra Chen, 1987
- Shaira chujoi Kimoto, 1982
- Shaira fulvicollis Chen, 1987
- Shaira hemipteroides Lopatin, 2006
- Shaira maculata (Maulik, 1936)
- Shaira palnia Maulik, 1936
- Shaira quadriguttata Chen, 1987